# Автоматический выключатель, управляемый дифференциальным током, со встроенной защитой от сверхтока
Автоматический выключатель, управляемый дифференциальным током, со встроенной защитой от сверхтока (АВДТ) (англ. residual current operated circuit-breaker with integral overcurrent protection, RCBO) или дифференциальный автомат — коммутационное устройство, управляемое дифференциальным током, предназначенное выполнять функции защиты от перегрузок и (или) коротких замыканий. Изготавливают по стандарту IEC 61009-1. Residual current operated circuit-breakers with integral overcurrent protection for household and similar uses (RCBOs) — Part 1: General rules.

## Устройство и принцип работы

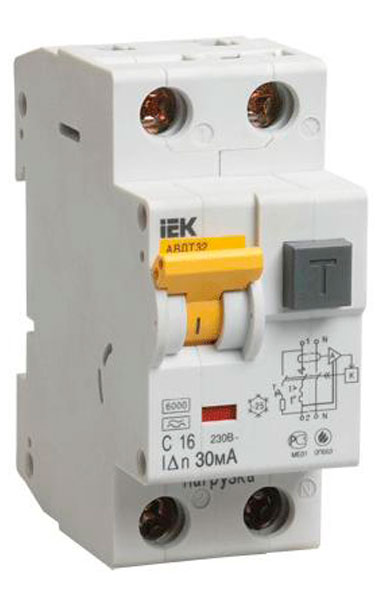
АВДТ с отключающим дифференциальным током IΔn 0,03 А

1. Состоит из двух электрически и механически связанных между собой частей:
  - двух- или четырёхполюсного автоматического выключателя с механизмом независимого расцепления и рейкой сброса внешним механическим усилием;
  - модуля дифференциальной защиты (МДЗ) от поражения током, обеспечивающим обнаружение дифференциального тока на землю, его преобразование, усиление и механическое воздействие на рейку сброса выключателя.
2. Электрический выключатель и МДЗ включены последовательно, чем обеспечивается питание электронного усилителя МДЗ и поддерживается его рабочий режим.
3. Для проверки функционирования дифавтомата в эксплуатации предусмотрена цепь контроля с кнопкой «Тест».(рис 2) Внутреннее устройство блока МДЗ «дифференциальный автомат АД14», номинальный ток 32 А

(рис 2) Внутреннее устройство блока МДЗ «дифференциальный автомат АД14», номинальный ток 32 А

4. МДЗ содержит датчик — дифференциальный трансформатор Д (рис 2, 1), осуществляющий обнаружение остаточного тока и расположенный на силовых проводах (рис 2, 2), электронный усилитель А (рис 2, 3), на выходе которого включена катушка электромагнитного сброса (рис 2, 4).
5. При установке рычага управления (рис 1, 4) подключенного к сети выключателя в положение «ВКЛ» получает питание усилитель А, вход которого подключен к информационной (вторичной) обмотке III датчика Д.
6. При протекании по силовым проводам МДЗ тока нагрузки в магнитопроводе  датчика (рис 2, 1) создаются равные противоположно направленные магнитные потоки и в обмотке III практически не наводится напряжение.  Выключатель остается во включенном положении.
7. При появлении дифференциального тока (в результате повреждения изоляции токоведущих частей или через тело прикоснувшегося человека) равенство потоков  нарушается и в обмотке III наводится напряжение, примерно пропорциональное дифференциальному току. Это напряжение прикладывается ко входу усилителя А.
8. При определённом значении этого напряжения (уставка срабатывания) усилитель А открывается и подает ток от дополнительного источника питания на катушку К электромагнита сброса (рис 2, 4).
9. Электромагнит сброса сдергивает защелку механизма независимого расцепления (рис 2, 5) выключателя. Происходит принудительное размыкание его контактов. Тот же процесс имеет место при обрыве цепи обмотки III. Аналогично размыкаются контакты выключателя под воздействием защиты от сверхтоков и превышении напряжения сети максимального установленного значения.